# Nagybárkány
Nagybárkány là một thị trấn thuộc hạt Nógrád, Hungary. Thị trấn này có diện tích 8,84 km², dân số năm 2010 là 658 người, mật độ 74 người/km².